# 미조베촌
미조베촌(溝部村)은 일본 오이타현 시모게군에 설치되었던 촌이다. 현재의 나카쓰시의 일부에 해당한다.